# Attention Please (Mads Langer)
Attention Please è l'album di debutto del cantante danese Mads Langer pubblicato dalla Copenaghen Records il 27 marzo 2006.

## Tracce
1. Poem with No Rhyme – 4:57
2. Breaking News – 4:34
3. Secret (Marie) – 4:08
4. Love Letter – 3:56
5. House of Life – 4:10
6. Breathe Out – 4:39
7. Something Wild – 4:38
8. Twilight – 3:49
9. Attention Please – 4:57
10. Casual Cliché – 5:46
11. Whisper Goodnight – 3:17